# 스파에로톨루스
스파에로톨루스(Sphaerotholus) (윌리암슨과 카, 2002)는 후두류 공룡의 한 속으로 미국 서부의 백악기 후기 지층에서 발견되었다. 현재까지 세 종이 보고되었다. 모식종인 S. goodwini는 뉴멕시코주 산후안 카운티 커틀랜드 층(후기 샹파뉴절)의 덴나진 층원에서 발견되었고, S. buchholtzae는 몬태나 주 카터 카운티 서부의 헬크릭 층(후기 마스트리흐트절)에서, S. edmontonense는 앨버타의 호스슈캐년 층에서 발견되었다. 스파에로톨루스라는 이름은 "공"이라는 의미의 그리스어 스파이라(sphaira)와 "돔"이라는 의미의 톨로스(tholos)에서 온 것으로 후두류 특징인 돔 모양의 두개골을 가리킨다. 스파에로톨루스가 뉴멕시코의 샹파뉴절에서부터 몬태나의 마스트리흐트절이 끝날 때까지 살아남은 것을 보면 이 분류군이 상대적으로 오래 지속했으며 (약 7-800만 년) 널리 분포해 있었다는 것을 알 수 있다. 윌리암슨과 카는 스파에로톨루스의 특징을 다음과 같이 기술했다. "다른 후두류 공룡과 달리 후면에서 보았을 때 두정인상골의 융기부가 측면으로 가면서 낮아지며 이를 따라 한 줄의 혹들이 있고 배측면 귀퉁이에 혹이 하나 있다." 스파에로톨루스는 매우 분화된 후두류로 간주된다.

## 스파에로톨루스 굿위니(Sphaerotholus goodwini)
모식종 S. goodwini 의 완모식표본인 뉴멕시코 자연사박물관의 NMMNH P-27403 은 안면과 입천장 부분이 없는 불완전한 두개골로 구성되어 있다. 윌리암슨과 카는 이 종은 다음과 같이설명했다. "후면에서 봤을 때 두정인상골 융기부가 옆으로 갈 수록 얕아지는 정도가 S. buchholtzae보다 덜하며 양쪽 인상골 사이에 두정골의 일부만 보인다." 종명은 후두류 공룡을 연구했던 고생물학자 마크 굿윈을 기리기 위해 붙여진 것이다. S. goodwini 로 분류된 두번째 표본인 NMMNH P-30068 커틀랜드 층 상부의 파밍튼 층원에서 발견되었다. 이 표본은 인상골의 일부와 거의 완전한 하악골, 그리고 특정할 수 없는 두개골 조각 하나로 구성되어 있다.

## 스파에로톨루스 부흐홀차에(Sphaerotholus buchholtzae)
S. buchholtzae (TMP 87.113.3)는 불완전한 두개골 하나로부터 보고되었다. 이 종은 카와 윌리암슨의 2002년 논문에서 다음과 같이 설명되어 있다. "후면에서 보면 인상골 사이로 두정골이 넓게 노출되어 있어 두정-인상골 혹이 보이며 두정인상골 융기부의 뒤쪽 가장자리는 S. goodwini 보다 훨씬 얕다. 측면 귀퉁이의 혹은 S. goodwini 보다 작고, 두정인상골 융기부의 아래쪽 끝부분 바로 위에 위치하고 있다. 두정인상골 융기부의 측면 가장자리에 있는 혹은 인상골 부위에서 작아져 안와 뒤쪽의 융기부와 합쳐진다." 종명은 후두류 공룡 연구에 큰 공헌을 한 에밀리 A. 부흐홀츠를 기리기 위한 것이다.
이 종이 프레노케팔레 에드몬토넨시스(Prenocephale edmontonensis, 혹은 스파에로톨루스 에드몬토넨세 Sphaerotholus edmontonense)의 동물이명일 수도 있다는 주장이 있다.

## 스파에로톨루스 에드몬토넨시스(Sphaerotholus edmontonensis)
스파에로톨루스 에드몬토넨시스는 브라운과 슐라이커가 앨버타의 호스슈캐년 층에서 발견한 세 개의 돔으로부터 기재하였다. 윌리암슨과 카는 이 종이 유효하지 않다고 보았으나 더 최근의 연구에서는 S. edmonotonense가 돔 뒤쪽에 있는 한 쌍의 작은 뿔을 가지고 있어 S. goodwini와는 다르며 길쭉한 두정골(parietal)을 가지고 있어 S. buchholtzae와도 다르다고 보고 있다. 따라서 S. edmontonensis는 유효한 종인 것으로 보인다.